# Богомолова, Светлана Викторовна
Светлана Викторовна Богомолова (5 апреля 1978) — украинская футболистка, нападающая.

## Биография
В начале карьеры выступала за ряд российских клубов — «Калужанка», «МИСИ-БИНА» (Москва), «Энергия» (Воронеж), «Марсель» (Рязань). С «Калужанкой» стала бронзовым призёром чемпионата России. В 1995 году в составе аутсайдера МИСИ-БИНА забила 3 гола и стала лучшим бомбардиром своего клуба, хотя провела неполный сезон. На старте сезона также представляла воронежскую «Энергию», ставшую чемпионом и обладателем Кубка России, в финале Кубка спортсменка на поле не выходила. По итогам сезона 1995 года вошла в список 33-х лучших футболисток России под № 3. В 1996 году играла в первой лиге за «Марсель» и стала вторым призёром турнира.
Затем играла за клубы Украины, в частности за «Крым-Юни» (Симферополь). В сезоне 2004/05 выступала за польский «Медик» (Конин), ставший бронзовым призёром чемпионата Польши.
В 2007 году снова выступала в России, в составе дебютанта высшей лиги «Химки».